# Nowa Wieś (Zębowice)
Nowa Wieś – przysiółek wsi Zębowice w Polsce, położony w województwie opolskim, w powiecie oleskim, w gminie Zębowice.
W latach 1975–1998 przysiółek administracyjnie należał do ówczesnego województwa opolskiego.